# Bronisława Michałowska
Bronisława (Bronka) Michałowska (ur. 22 lutego 1915 w Carskim Siole, zm. 14 czerwca 2015 w Toronto) – polska malarka, autorka obrazów na ceramice.

## Życiorys
Córka Bronisława Chądzyńskiego i Felicji z domu Siemaszko. Bronisław Chądzyński ukończył studia na Uniwersytecie w Dorpacie i był jednym z dyrektorów w belgijsko-rosyjskich zakładach metalowych w Sankt Petersburgu. Po wybuchu rewolucji październikowej został uznany za kapitalistę i skazany na śmierć, wyrok uchylił Feliks Dzierżyński. Rodzina Chądzyńskich opuściła Rosję Radziecką, przez Krym na Korfu. Po dziewięciu miesiącach przez Serbię dotarli do Polski i zamieszkali w Wilnie. Bronisława uczęszczała do Gimnazjum Nazaretanek, a następnie do Gimnazjum im. Księcia Adama Czartoryskiego. W 1936 rozpoczęła studia na Wydziale Sztuk Pięknych Uniwersytetu Stefana Batorego w pracowni Tymona Niesiołowskiego, rok później wyszła za mąż. Wybuch II wojny światowej zmusił ją do przerwania nauki i opuszczenia Wilna, w listopadzie 1939 wyjeżdża do Kowna, gdzie został internowany jej mąż. Po jego uwolnieniu przez Rygę dostali się do Szwecji, a następnie dzięki wsparciu polskich władz w styczniu 1940 wyjechali do Francji, gdzie kontynuowała przerwane studia w pracowni Józefa Pankiewicza, wówczas zaczęła używać skróconej wersji swojego imienia Bronka. Po wkroczeniu hitlerowców zostali ewakuowani przez Hiszpanię do Wielkiej Brytanii, po osiedleniu się studiowała w Szkole Sztuk Pięknych w Glasgow. Pracowała zarobkowo jako korektor w Dzienniku Żołnierza, a równocześnie studiowała na Uniwersytecie Londyńskim w Courtauld Institute of Fine Art. W 1945 ukończyła naukę i otrzymała tytuł Bachelor of Arts with Honours, a następnie otworzyła z mężem artystyczną pracownię ceramiczną. W 1955 postanowili dołączyć do młodszej siostry Bronisławy, która mieszkała w Kanadzie. Początkowo mieszkali w Montrealu, a następnie przenieśli się do Toronto. Pracowała na dziale porcelany w domu handlowym Eatons, równocześnie prowadziła wieczorowe kursy malarstwa i rysunku. Dzięki Alfredowi Birkenmayerowi otrzymała etat wykładowcy w Ryerson Polytechnical Institute, gdzie prowadziła zajęcia z projektowania i dekoracji wnętrz.
Pochowana w Mauzoleum Park Lawn Cemetery przy 2845 Bloor St. w Toronto.

## Twórczość

### Technika
Początkowo Bronisława (Bronka) Michałowską tworzyła malarstwo olejne, gwasze, rysunki, akwarele, a także linoryty, była również ilustratorką. Podczas pobytu w Wielkiej Brytanii zaczęła malować na podłożu ceramicznym, tworząc artystyczne kafle, które dzięki wypaleniu w piecu uzyskiwały nowatorski wyraz i trwałość. Po przyjeździe do Kanady zakupiła piec ceramiczny i eksperymentując przeszła od małych form użytkowych do większych i bardziej skomplikowanych. Największa praca artystki jest kompozycją 150 kafli, została zrealizowana dla Gordon Jeweller w Yorkdale Plaza w 1974. Nieco mniejsze prace powstały w 1973 (dla Abitibi Paper Co.) i w 1986 (dla Toronto Women's Hospital).
Zgodnie z wolą artystki po jej śmierci większa część jej prac została przekazana Archiwum Emigracji przy Uniwersytecie Mikołaja Kopernika w Toruniu.

### Wystawy
Prace Bronisławy Michałowskiej były wystawiane w Anglii, Francji, Kanadzie i Polsce na wystawach zbiorowych i indywidualnych. Do najważniejszych zalicza się:
- The Royal Academy of London (1945),
- Kensington Art Gallery (1951),
- Gallerie Voyelle (Paryż 1951),
- Museum of Fine Arts (Montreal 1952),
- Hotel King Edward (Toronto 1956),
- Hotelu Bristol (Warszawa 1961),
- Hart House (Uniwersytet Toronto 1962),
- Upstairs Gallery (Toronto 1962),
- New York State University (Buffalo 1963)
- Tygesen Galleries (Toronto 1963, 1965),
- Ontario Association of Architects (1965),
- EXPO’67 (Montreal 1967),
- Royal Ontario Museum (1971),
- Graphica’73, Toronto Dominion Centre (Toronto 1973),
- Holly Blossom Temple (1974)
- Sir Nicolas Gallery (Toronto 1975),
- Gordon Hill Advertising (1977),
- Northern District Public Library (1979),
- Muzeum Wychodźstwa Polskiego (Warszawa 2000)
- Muzeum Niepodległości (Warszawa 2002).